# Marcoma
Marcoma ist eine Ortschaft im Departamento Potosí im Hochland des südamerikanischen Andenstaates Bolivien.

## Lage im Nahraum
Marcoma liegt in der Provinz Chayanta und ist zentraler Ort des Cantón Marcoma im Municipio Ocurí. Die Ortschaft liegt auf einer Höhe von 6437 m an der Mündung des Río Coroni Mayu in den Río Tomuyo, der hier in östlicher Richtung über den Río Potolo und Río Ravelo zum Río Cachi Mayu fließt. Marcoma bildet zusammen mit Cochapampa (53 Einw.), Marcavi (32 Einw.) und Jatun Pampa (11 Einw.) den Subkanton Marcoma Alta, die Ortschaft Marcoma beherbergt die Bildungseinrichtung „Unidad Educativa Marcoma“.

## Geographie
Marcoma liegt zwischen dem bolivianischen Altiplano im Westen und der Anden-Gebirgskette der Cordillera Central im Osten. Das Klima der Region ist ein typisches Tageszeitenklima, bei dem die mittlere Temperaturschwankung zwischen Tag und Nacht deutlicher ausfällt als zwischen Sommer und Winter.
Die Jahresdurchschnittstemperatur in der Region liegt bei etwa 10 °C (siehe Klimadiagramm Sucre – interpoliert), die Monatsdurchschnittswerte schwanken zwischen 8 °C im Juni/Juli und 11 °C im Oktober/November. Der Jahresniederschlag beträgt etwa 700 mm und weist fünf aride Monate von Mai bis September mit Monatswerten unter 25 mm auf, und eine deutliche Feuchtezeit von Dezember bis Februar mit Monatsniederschlägen zwischen 125 und 150 mm.

## Verkehrsnetz
Marcoma liegt in einer Entfernung von 130 Straßenkilometern nordöstlich von Potosí, der Hauptstadt des gleichnamigen Departamentos.
Die Nationalstraße Ruta 6 verbindet über fast 1000 Kilometer die Departamentos Oruro, Potosí, Chuquisaca und Santa Cruz miteinander. Sie nimmt ihren Anfang an der Ruta 1 bei Machacamarca im Departamento Oruro und führt nach Westen über Pocoata, Macha, Llucho und Ocurí nach Sucre. Am östlichen Ortsrand von Llucho zweigt eine unbefestigte Nebenstraße in südöstlicher Richtung ab und führt nach siebzehn Kilometern nach Maragua. Dort folgt man dem Río Maragua in östlicher Richtung flussabwärts, bis man nach weiteren 23 Kilometern Marcoma erreicht.

## Bevölkerung
Die Einwohnerzahl der Ortschaft ist in dem Jahrzehnt zwischen den letzten beiden Volkszählung um mehr als die Hälfte angestiegen:
| Jahr | Einwohner         | Quelle       |
| ---- | ----------------- | ------------ |
| 1992 | keine Detaildaten | Volkszählung |
| 2001 | 45                | Volkszählung |
| 2013 | 76                | Volkszählung |
| 2024 |                   | Volkszählung |

Die Region weist einen hohen Anteil an Quechua-Bevölkerung auf, im Municipio Ocurí sprechen 98,5 Prozent der Bevölkerung Quechua. (2001)